# 寒喘祖帕顆粒
寒喘祖帕顆粒是一種維藥，主治急性感冒和哮喘，成份為小茴香、芹菜子、神香草、玫瑰花、芸香草、荨麻子、铁线蕨、胡芦巴和甘草浸膏，为黄棕色至棕色的颗粒，气香，味甜，微苦。